# 랍 빠
랍 빠(라오어: ລາບປາ)는 라오스의 생선 요리이다. 날생선이나 살짝 익힌 생선으로 만든 랍의 일종으로, 라오스계 주민이 많은 태국의 이산 지역에서도 즐겨 먹는다. 태국에서는 랍 쁠라(태국어: ลาบปลา)로 불린다.

## 만들기
빠 댁(어장)을 물에 풀어 끓인 다음 식혀 둔다. 생선은 살을 발라 둔다. 절구에 생선살과 쿠어 카우(볶은쌀가루)를 넣고 공이를 돌리며 빻아서 끈적끈적한 페이스트로 만든다. 빠 댁 끓인 물을 조금씩 부어가며 점도를 맞춘다. 다진 카피르라임 잎과 다진 큰고량강, 다진 고추 등을 넣고, 고수, 쿨란트로, 파, 라우람 등 허브를 섞어 낸다.

## 같이 보기
- 꼬이 빠
- 태국 샐러드